# دراکنزبرگ
دراکنزبرگ (انگلیسی: Drakensberg) نامی است که به بخش شرقی پرتگاه بزرگ آفریقای جنوبی گفته می‌شود و بخش مرکزی فلات آفریقای جنوبی را محدود می‌سازد. پرتگاه بزرگ آفریقای جنوبی در این محل به بیشترین ارتفاع خود (۲۰۰۰ تا ۳۰۰۰ متر) می‌رسد.
دیواره دراکنزبرگ در طول بیش از هزار کیلومتر از کیپ شرقی در جنوب کشیده شده و سپس با جهت جنوبی- شمالی مرز میان لسوتو و کیپ شرقی و مرز لسوتو و کوازولو-ناتال را تشکیل می‌دهد.